# Mollweide Glacier
Mollweide Glacier är en glaciär i Antarktis. Den ligger i Östantarktis. Nya Zeeland gör anspråk på området. Mollweide Glacier ligger 1 062 meter över havet.
Terrängen runt Mollweide Glacier är kuperad västerut, men österut är den bergig. Trakten är obefolkad. Det finns inga samhällen i närheten. 